# Letonia la Concursul Muzical Eurovision Junior
Letonia a debutat la Concursul Muzical Eurovision Junior în anul 2003.  

## Rezultate
| An   | Gazda       | Artist                              | Titlu                        | Poziție | Puncte |
| ---- | ----------- | ----------------------------------- | ---------------------------- | ------- | ------ |
| 2003 | Copenhaga   | Dzintars Čīča                       | "Tu esi vasarā"              | 9       | 37     |
| 2004 | Lillehammer | Mārtiņš Tālbergs & C-Stones Juniors | "Balts vai melns"            | 18      | 3      |
| 2005 | Hasselt     | Kids4Rock                           | "Es esmu maza jauka meitene" | 11      | 50     |
| 2010 | Minsk       | Šarlote Lēnmane                     | "Viva la dance"              | 10      | 51     |
| 2011 | Erevan      | Amanda Bašmakova                    | "Mēness suns"                | 13      | 31     |

## Istoria voturilor (2003-2010)
| Poziție | Țară         | Puncte |
| ------- | ------------ | ------ |
| 1       | Belarus      | 35     |
| 2       | Spania       | 23     |
| 3       | Regatul Unit | 19     |
| 4       | Rusia        | 18     |
| 5       | Danemarca    | 17     |

| Poziție | Țară              | Puncte |
| ------- | ----------------- | ------ |
| 1       | Belarus           | 14     |
| 2       | Țările de Jos     | 12     |
| 3       | Malta             | 11     |
| 4       | Croația           | 10     |
| 5       | Lituania          | 8      |
| =       | Republica Moldova | 8      |